# Rectoseptatournayella
Rectoseptatournayella es un género de foraminífero bentónico de la subfamilia Tournayellinae, de la familia Tournayellidae, de la superfamilia Tournayelloidea, del suborden Fusulinina y del orden Fusulinida. Su especie tipo es Rectoseptatournayella stylaensis. Su rango cronoestratigráfico abarca el Tournaisiense (Carbonífero inferior).

## Discusión
Algunas clasificaciones más recientes incluyen Rectoseptatournayella en el suborden Tournayellina, del orden Tournayellida, de la subclase Fusulinana y de la clase Fusulinata.

## Clasificación
Rectoseptatournayella incluye a las siguientes especies:
- Rectoseptatournayella caucasica †
- Rectoseptatournayella stylaensis †

Otra especie considerada en Rectoseptatournayella es:
- Rectoseptatournayella aksautensis †, de posición genérica incierta